# Батюшка (телесериал)
«Батюшка» — российский телесериал 2008 года.
Специально для фильма Юрий Шевчук написал песню. Также он сыграл там небольшую роль.

## Сюжет
Главный герой сериала — сорокалетний матрос Роман Малышев. Оказавшись в вынужденном отпуске, он возвращается в родное село Рыбное и принимается восстанавливать заброшенную церковь. После восстановления храма становится священником.

## В ролях
- Виктор Павлюченков — Роман Малышев (озвучивание — Александр Рахленко)
- Агния Мищенко-Бродская — Лена
- Лев Борисов — отец Афанасий
- Тамара Сёмина — мать
- Анна Легчилова — Марина
- Геннадий Юхтин — Семён Петрович, дед Лены
- Евгений Леонов-Гладышев — участковый Фёдор Удалов
- Нелли Неведина — Евдокия
- Артём Мазунов — Степа Малышев
- Игорь Арташонов — Митя Лесков
- Сергей Шеховцов — Володя Малахов
- Валентин Варецкий — майор Миронов
- Виталий Максимов — городской врач
- Юрий Шевчук — сельский врач
- Павел Новиков — отец Константин, дед Романа Малышева (6-7 серии)
- Вячеслав Глушков
- Алика Котова — Ксюша
- Алексей Вертков
- Василий Мищенко
- Евгений Сахаров — Калач
- Галина Стаханова
- Владимир Стержаков
- Валентина Ананьина
- Сергей Болотаев
- Николай Добрынин
- Александр Ревенко — отец Иона
- Виктория Савина — матушка
- Пак Хёк Су — китаец Хо
- Дмитрий Медведев
- Юрий Щербаков — гармонист, исполнитель народной песни (эпизод)

## Съёмочная группа
- Режиссёр: Василий Мищенко
- Сценаристы: Аркадий Высоцкий, Давид Ройтберг
- Оператор: Игорь Рукавишников
- Композитор: Николай Парфенюк
- Художник: Владимир Трапезников
- Продюсеры: Людмила Викторова, Василий Мищенко